# Průmět

Axonometrický průmět

Průmět v geometrii znamená zobrazení útvaru za pomoci promítání neboli projekce. Obecnějším matematickým pojmem je zobrazení. Průmět je zobrazení útvaru z n-rozměrného prostoru do prostoru m-rozměrného, kde m = n − 1.
Poněkud zjednodušeně se průmětem rozumí místo dopadu promítacích paprsků na průmětnu.